# Artoria berenice
Artoria berenice là một loài nhện trong họ Lycosidae.
Loài này thuộc chi Artoria. Artoria berenice được Ludwig Carl Christian Koch miêu tả năm 1877.